# École supérieure de traduction et d'interprétation
 (juillet 2018).
Si vous disposez d'ouvrages ou d'articles de référence ou si vous connaissez des sites web de qualité traitant du thème abordé ici, merci de compléter l'article en donnant les références utiles à sa vérifiabilité et en les liant à la section « Notes et références ».

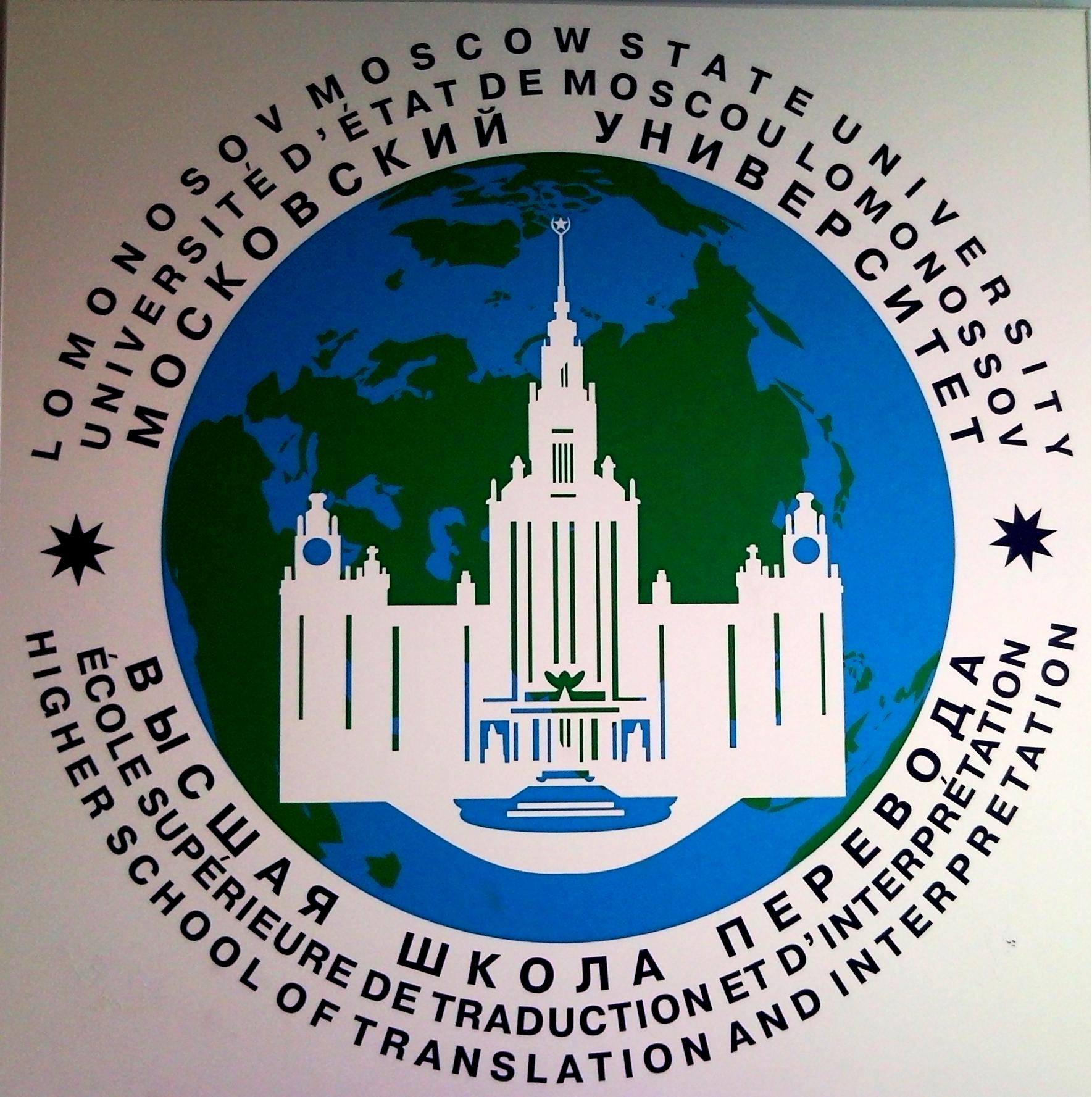
E.S.T.I.

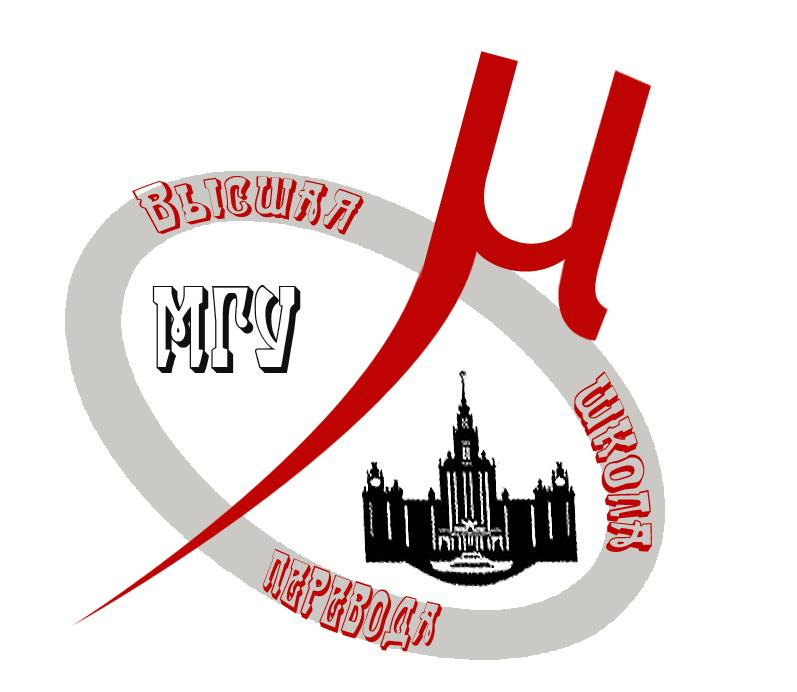
E.S.T.I.

L’École supérieure de traduction et d’interprétation (ESTI) est la 33e faculté de la plus ancienne université classique russe, l’université d'État de Moscou. Cette faculté a été créée en 2005. 

## Description
L'université Lomonossov (MGU) est un des principaux centres scientifiques et de formation supérieure de Russie.
L’École supérieure de traduction et d’interprétation a le statut de faculté autonome de l’université Lomonossov et bénéficie de tous les droits inhérents aux autres facultés. Le fonctionnement de l’ESTI est régi par les lois de la fédération de Russie, le statut de l’université d’État de Moscou Lomonossov et son règlement intérieur qui définit son appellation officielle : « École supérieure de traduction et d’interprétation de l’université d’État de Moscou Lomonossov » ainsi que  son adresse juridique, ses objectifs, ses organes et leurs compétences, sa structure (départements et unités), l’élaboration de son budget, les domaines de la coopération internationale, les modalités d’enseignement, de recherche et d’autres activités liés au champ d’action des interprètes et des traducteurs.
Au sein de l’université, l’activité de l’ESTI se déroule en étroite coopération avec les autres facultés dont les programmes éducatifs visent la communication internationale : faculté des Lettres, facultés des Langues étrangères et des études régionales, etc.

## Diplômes délivrés et programmes de formation
- Diplôme d’État d’études supérieures, spécialisation traducteur, interprète
- Diplôme d’État de bachelor en linguistique (licence en linguistique)
- Diplôme d’État de master (maîtrise) en traduction/interprétation/traductologie
- Diplôme d’État de master (maîtrise) en traduction/interprétation/traductologie
- Doctorat en linguistique comparée et la (en) traductologie
- Diplôme de formation post-universitaire en traduction dans le domaine de la communication professionnelle

Chaque diplôme est préparé dans le cadre d’un programme de formation :
- Programme de formation des spécialistes en traduction, interprétation et traductologie (5 ans)
- Programme de bachelor  en linguistique et communication multilingue (4 ans)
- Programme de master en linguistique. Options : traduction/interprétation/traductologie (2 ans)
- Programme de doctorat en linguistique comparée. Option : traductologie (3 ans)
- Programme de formation post-universitaire en traduction dans le domaine de la communication professionnelle (2 ans, cours de soir)